# BE-3
BE-3(Blue Engine 3, 블루 엔진 3)은 블루 오리진이 개발한 LH2/LOX 로켓 엔진이다.
엔진은 2010년대 초반 개발을 시작해 2015년 초 승인 테스트를 완료했다. 이 엔진은 뉴 셰퍼드 준궤도 로켓에 사용되고 있으며, 2015년 시험 비행이 시작됐고 2021년 첫 유인 비행이 이뤄졌다. 엔진은 검토 중이다. ULA(United Launch Alliance)는 2020년대 첫 비행을 통해 ULA의 벌컨(Vulcan) 궤도 발사체의 새로운 2단계(Advanced Cryogenic Evolved Stage)에 사용할 예정이다.

## 같이 보기
- BE-4
- 로켓 엔진 비교